# (5963) 1990 QP2
(5963) 1990 QP2 (1990 QP2, 1971 SV3, 1971 UV3, 1983 EJ, 1990 SM29) — астероїд головного поясу, відкритий 24 серпня 1990 року.
Тіссеранів параметр щодо Юпітера — 3,305.